# Voie périphérique de Tampere
La voie périphérique de Tampere (finnois : Tampereen kehätie), anciennement  Kantatie 60, est une ceinture périphérique de Tampere en Finlande.
Les deux parties de la route sont souvent appelées voie périphérique Est de Tampere (finnois : Tampereen läntinen kehätie) et voie périphérique Ouest de Tampere (finnois : Tampereen itäinen kehätie) .

## Présentation
La route va, d'Ouest en Est, d'Ylöjärvi à Tampere, en passant par Nokia et Pirkkala.
Toute la rocade est une autoroute depuis 2009,.
Le tronçon principal de la rocade reçoit plus de 50 000 véhicules par jour.
C'était autrefois une route principale, numérotée à l'origine , puis 60, mais maintenant la partie Ouest fait partie de la route nationale 3 et la partie Est de la route nationale 9. 
La frontière entre les rocades Ouest et Est est l'intersection de l'autoroute Helsinki-Tampere et de la rocade, c'est-à-dire de l'échangeur de Lakalaiva. 
La partie ouest est longue de 21 kilomètres et la partie orientale de 10 kilomètres. 
D'ouest en est, certaines parties de la rocade sont également appelées Nokiantie, Ylöjärventie et Pyhäjärventie.

## Parcours
D'Ouest en Est la route traverse les communes suivantes :
Ylöjärvi – Tampere – Nokia – Pirkkala – Tampere (bis).